# Dora Menzler
Dora Menzler (* 19. Oktober 1874 in Jever; † 10. September 1951 in Wustrow) war eine deutsche Gymnastiklehrerin.

## Biographie
1906 legte sie das preußische Turnlehrerinnenexamen in Kiel ab. 1908 gründete sie eine Schule zur Ausbildung von Gymnastiklehrerinnen in Leipzig. 1919 erwarb sie ein Haus mit großem Garten im Ostseebad Wustrow, wo ab 1920 die Sommersemester abgehalten wurden. Mit ihrer Nacktgymnastik und Nackttanz setzte sie sich vom Nudismus ab. 1931 erfolgte der Umzug von Leipzig nach Hellerau. Ihre Schule für Gymnastik, gestaltete Bewegung und Musikerziehung befand sich im Festspielhaus Hellerau, ihre Wohnung am Anstaltsplatz.
1933 übergab sie die Schulleitung Hildegard Marsmann, da sie als „Halbjüdin“ eine Schließung befürchten musste; Menzler zog nach Wustrow und danach in Dresden. Es wird beschrieben, dass sie sich gegen Kriegsende in Hellerau aufhielt und bei Fliegeralarm in einem besonderen Keller versteckt wurde, nachdem die Schüler sich im Keller eingefunden hatten.
Nach dem Krieg wurde die Schule unter dem Namen „Menzler-Marsmann-Schule“ für kurze Zeit wiedereröffnet. Die endgültige Schließung erfolgte Mitte 1951. Zu den Absolventinnen der Schule gehörten u. a. die spätere Grafikerin Jutta Walther-Schönherr und die Tänzerin Karin Waehner.
Dora Menzler wurde in Wustrow beigesetzt.

## Werke
- Die Schönheit deines Körpers. Das Ziel unserer gesundheitlich-künstlerischen Körperschulung. Stuttgart 1924
- Körperschulung der Frau in Bildern und Merkworten. Dieck & Co, Stuttgart 1924